# Remixes & Live
Remixes & Live to remix album brytyjskiego piosenkarza R&B Craiga Davida wydany w 2001 roku przez wytwórnię M6 Interactions. Zawiera on remiksy takich hitów, jak: "7 Days", "Walking Away", "Fill Me In" oraz "Rendezvous", pochodzących z płyty Born to Do It. Album był sprzedawany w sklepach z czasopismami na terenie Francji.

## Lista utworów
| Nr  | Tytuł utworu                                       | Długość |
| --- | -------------------------------------------------- | ------- |
| 1.  | „7 Days” (Full Crew Radio Mix)                     | 4:43    |
| 2.  | „Walking Away” (Ignorants Remix (feat. Trell))     | 5:16    |
| 3.  | „Fill Me In” (Full Crew Remix)                     | 4:18    |
| 4.  | „Rendezvous” (Blacksmith R&B Rerub)                | 3:47    |
| 5.  | „7 Days” (Full Crew Club Mix (feat. MDK))          | 4:44    |
| 6.  | „Fill Me In” (Artful Dodger's Bootleg Mix)         | 3:59    |
| 7.  | „Walking Away” (DJ Chunky Remix (feat. MC B-Live)) | 5:43    |
| 8.  | „Rendezvous” (Sunship vs. Chunky Remix Edit)       | 4:23    |
| 9.  | „Fill Me In” (Sunship Remix)                       | 5:38    |
| 10. | „7 Days” (Sunship Vocal Mix)                       | 7:00    |
| 11. | „Walking Away” (Treats-Better Day Remix)           | 5:22    |
| 12. | „Fill Me In” (Artful Dodger Mix)                   | 5:53    |
| 13. | „7 Days” (na żywo z Amsterdamu)                    | 4:46    |
| 14. | „Walking Away” (na żywo z Amsterdamu)              | 3:46    |
|     |                                                    | 1:09:18 |